# ダブルAサウス
ダブルAサウス（英語: Double-A South）は、アメリカ合衆国に2021年のみ存在したマイナーリーグ（MiLB）のプロ野球リーグ。格付けはメジャーリーグ（MLB）の2つ下となるAA級。

## 歴史
2021年のシーズン開幕前に行われたマイナーリーグの再編に伴い、サザンリーグがチーム数縮小の上、名称変更して誕生した。
2022年よりリーグ名が元の「サザンリーグ」に戻された。

## 所属チーム
| 地区   | チーム                                                      | MLB提携チーム              | 創設年 | 加入年 | 本拠地                                                                                     |
| ------ | ----------------------------------------------------------- | -------------------------- | ------ | ------ | ------------------------------------------------------------------------------------------ |
| 北地区 | バーミングハム・バロンズ Birmingham Barons                  | シカゴ・ホワイトソックス   | 1885年 | 2021年 | アラバマ州ジェファーソン郡バーミングハム リージョンズ・フィールド リックウッド・フィールド |
| 北地区 | チャタヌーガ・ルックアウツ Chattanooga Lookouts             | シンシナティ・レッズ       | 1885年 | 2021年 | テネシー州ハミルトン郡チャタヌーガ AT&Tフィールド                                          |
| 北地区 | ロケットシティ・トラッシュパンダズ Rocket City Trash Pandas | ロサンゼルス・エンゼルス   | 2020年 | 2021年 | アラバマ州マディソン郡マディソン トヨタ・フィールド                                        |
| 北地区 | テネシー・スモーキーズ Tennessee Smokies                    | シカゴ・カブス             | 1921年 | 2021年 | テネシー州セビア郡コダック スモーキーズ・スタジアム                                        |
| 南地区 | ビロクシ・シャッカーズ Biloxi Shuckers                      | ミルウォーキー・ブルワーズ | 2015年 | 2021年 | ミシシッピ州ハリソン郡ビロクシ MGMパーク                                                   |
| 南地区 | ミシシッピ・ブレーブス Mississippi Braves                   | アトランタ・ブレーブス     | 2005年 | 2021年 | ミシシッピ州ランキン郡パール トラストマーク・パーク                                        |
| 南地区 | モンゴメリー・ビスケッツ Montgomery Biscuits                | タンパベイ・レイズ         | 1973年 | 2021年 | アラバマ州モンゴメリー郡モンゴメリー モントゴメリー・リバーワーク・スタジアム              |
| 南地区 | ペンサコーラ・ブルーワフーズ Pensacola Blue Wahoos          | マイアミ・マーリンズ       | 2012年 | 2021年 | フロリダ州エスカンビア郡ペンサコーラ アドミラル・フェッターマン・フィールド                |